# Emlékek (film, 1995)
Az Emlékek (eredeti címén: Memories, esetleg Otomo Katsuhiro’s Memories) 1995-ben bemutatott japán animációsfilm-antológia, amelyet Ótomo Kacuhiro alkotott meg három saját rövid mangája feldolgozásával. A film három epizódra tagolódik: A bűvös rózsa (彼女の想いで; Kanodzso no omoide; Hepburn: Kanojo no omoide; Magnetic Rose), amelyet Morimoto Kódzsi rendezett és Kon Szatosi írt, A bűzbomba (最臭兵器; Szaisúheiki; Hepburn: Saishūheiki; Stink Bomb), amelyet Okamura Tenszai rendezett és az Ágyútöltelékek (大砲の街; Taihó no macsi; Hepburn: Taihō no machi; Cannon Fodder), amelyet maga Ótomo rendezett. Az első epizód a Madhouse, az azt követő kettő a Studio 4°C gyártásában készült.
Japánban a Shochiku forgalmazta. Észak-Amerikában a Sony Pictures Home Entertainment adta ki DVD-n, majd 2020-ban a Discotek Media szerezte meg a forgalmazási jogokat és a 2021-ben tervezi kiadni Blu-rayen új angol szinkronnal és feljavított képminőséggel. Magyarországon a Warner Home Video adta ki VHS-en magyar szinkronnal 2005-ben.
A filmet 1996-ban Ófudzsi Noburó-díjjal jutalmazták.

## Cselekmény

### A bűvös rózsa
2092-ben a Corona űrszemétgyűjtő hajó négyfős legénységével – Heintz, Miguel, Ivanov és Aosima – a távoli világűrbe indul zsákmányért, amikor egy segélyhívást észlelnek. A hívás egy roncsmező közepéről érkezik, ahol aszteroidává álltak össze a darabok. Heintz és Miguel elindul megkeresni, hogy ki küldhette a jelzést. Kiderítik, hogy egy 21. század elején élt díva emlékeit zárták a hajóba illúziók képében, aki az űr magányába menekült, miután férje meghalt. A mentőcsapat tagjainak meg kell küzdeniük saját érzéseikkel és emlékeikkel is.

### A bűzbomba
Egy fiatal kutató, Tanaka betegen megy munkába. Mivel az orvos gyógyszere nem hatott, munkatársai tanácsára bevesz egyet az újonnan kifejlesztett megfázás elleni szérumból. Csakhogy véletlenül összekeveri egy másik szerrel. Ezután elvonul pihenni, s mire felkel, a laborban már mindenki halott. Felhívja Tokióban lévő főnökeit, kiknek tanácsára a kutatási anyagokkal és a pirulákkal a városba indul. Mindeközben a városban összeül a Biztonsági Tanács, hogy megvitassák, mit tegyenek az egyre terjedő pusztító halálos kór ellen, amiről kiderül, Tanaka terjeszti. A hadsereget küldik ki ellene, mindenáron meg akarják állítani, de a kutató elpusztíthatatlanul tör célja felé, mit sem sejtve, hogy egy két lábon járó biológiai fegyverré változott.

### Ágyútöltelékek
A film egy kisfiú egy napját mutatja be, aki egy olyan városban él, ahol minden a hadviselésről és az ágyúkról szól, minden ház tetején ágyú van, a gyerekek az iskolában az ágyúkezelést tanulják, a felnőttek pedig az ágyúkat kezelik. Édesapja a város legnagyobb ágyújánál dolgozik, mint töltő, a fiú álma azonban, hogy ő lehessen a leghatalmasabb ember, aki nem más, mint az ágyú elsütője.

## Szereplők

### A bűvös rózsa
- Heintz Beckner – Iszobe Cutomu – Kardos Róbert
- Miguel Costrela – Jamadera Kóicsi – Lázár Sándor
- Ivanov – Iizuka Sózó – Bácskai János
- Aosima (Aoshima) – Csiba Sigeru – Betz István
- Eva Friedel (díva) – Takasima Gara – Zsigmond Tamara
- Emily Beckner – Haszegava Ami – Talmács Márta

### A bűzbomba
- Tanaka Nobuo – Hori Hidejuki – Elek Ferenc
- Niraszaki Kjóicsi (Nirasaki Kyōichi) – Hazama Micsio – Rudas István
- Tábornok – Ócuka Akio – Lázár Sándor
- Amerikai ezredes – Mori Stefan – ?
- Kimata – Szaka Oszamu – Pálfai Péter
- Szakiko (Sakiko) – Fudzsii Kajoko – ?
- Omaeda Jogoro (Omaeda Yogoro) – Ogata Kenicsi – Varga Tamás

### Ágyútöltelékek
- Fiú – Hajasi Jú – Bori Ádám
- Apa – Jamada Keaton – Varga Tamás
- Anya – Jamamoto Keiko – Bokor Ildikó

További magyar hangok: Albert Péter, Beratin Gábor, Moser Károly, Simonyi Balázs.

## Megvalósítás
A bűvös rózsát Morimoto Kódzsi rendezte és a Studio 4°C gyártásában készült. A forgatókönyvet Kon Szatosi írta Ótomo Kacuhiro története alapján. Az epizódban hallható az Un bel dì, vedremo a Pillangókisasszonyból, Maria Callas előadásában. Zenéjét Kanno Jóko szerezte és a Cseh Filharmonikus Zenekar adta elő, nagyban hatott rá Giacomo Puccini előbbi darabja. Az elsősorban operai, bonyolult zene megvilágítja a film komoly, intenzív jellegét, amelyet egyre jobban felvesz a történet előrehaladtával.
A bűzbombát Okamura Tenszai rendezte és a Madhouse gyártásában készült. A forgatókönyvet Ótomo Kacuhiro írta. Zenéjét Mijake Dzsun szerezte, melyre főként a dzsessz és a funk hatott, jól illeszkedve a film kaotikus, de egyben komikus jellegéhez. Egy interjúban említésre került, hogy A bűzbomba egy tényleges eseményen alapul.
Az Ágyútöltelékeket Ótomo Kacuhiro írta és rendezte és Studio 4 °C gyártásában készült. Zenéjét, amely fúvószenekari, zenekari és avantgárd kompozíciós technikákat is ötvöz Nagasima Hirojuki szerezte. A szokatlan animációs technikák révén annak illúzióját keltették, hogy a film egyetlen folyamatos felvételből vagy totálból áll.

## Fogadtatás
Az 1996-os Mainichi Film Concours-on az Emlékek nyerte el az Ófudzsi Noburó-díjat. 2001-ben az Animage magazin a 68. helyre sorolta a 100 legkiválóbb animeprodukciót tartalmazó listáján. Az Emlékek a 133. helyet szerezte meg minden idők 150 legjobb animációs filmjét és sorozatát tartalmazó listáján, amelyet a 2003-as Tokiói Laputa Animációs Fesztiválra készítettek el egy nemzetközi szintű felmérés során, 140 animációs művész és kritikus megkérdezésével. A filmet többnyire pozitív kritika érte, de az egyes történetek megítélése eltérő. A bűvös rózsát tekintik általánosságban a legjobb epizódnak, az Anime Meta-Review és a T.H.E.M Anime Reviews kritikusai szerint már ez az egy epizód érdemessé teszi a filmet a megnézésre.
Az Anime Academy kritikájában így írt a A bűvös rózsáról: „tiszta szimfonikus élvezet az elejétől a végéig”, és „bár csak negyvenöt perc hosszú, mégis összevethető a legnagyobb animeprodukciókkal minden egyes aspektusában, az animációtól a cselekményig”. John Wallis a DVD Talk kritikusa „nagyszerű nyitánynak” nevezte, amely „egy erős, mozgalmas története a szerelemnek, a veszteségnek, a kísértő szívfájdalomnak és a borzongásnak”. A bűvös rózsára „sci-fi csodaként” tekint Mark McPherson a Homemademechtől, aki dicsérte a párbeszédeket és a világűr fizikájának realisztikus bemutatását. Chris Beveridge a Mania.comtól az animációt nagyszerűnek nevezte, de olyan érzései voltak, mintha a cselekményt bizonyos mértékig már ebben az epizódban lezárták volna.
A bűzbomba és az Ágyútöltelékek megítélése már nem volt ilyen kedvező. A T.H.E.M Anime ismertetőjében Carlos Ross úgy ír, hogy „a másik két darab nem egészen egyeztethető A bűvös rózsa puszta kiválóságához”. McPherson szerint A bűzbomba az Emlékek többi epizódjához viszonyítva „a leggyengébb és a legkevésbé kreatívabb”, míg Chad Clayton (Anime Jump) szerint az Ágyútöltelékek nem éri el a megelőző két történet összetettségét. A bűzbombát mindazonáltal dicsérték humoráért és vizuális élményéért. Az Ágyútöltelékeket a DVD Talk allegorikus üzenetének tekintetében a legerősebb munkának nevezte, és látványában a legleleményesebb mind az Anime Jump, mind az Anime Academy nézőpontjában. Tasha Robinson a SciFi.comtól az Emlékek minden epizódját egy-egy „csillagnak” nevezte, a filmet egészében pedig „több mint emlékezetesnek” tartja.